# Pierrefort
Pierrefort település Franciaországban, Cantal megyében. Lakosainak száma 891 fő (2022. január 1.). Pierrefort Brezons, Cézens, Gourdièges, Paulhenc, Sainte-Marie és Saint-Martin-sous-Vigouroux községekkel határos.

## Népesség
A település népességének változása:
| Lakosok száma | 1090 | 1091 | 1017 | 932  | 914  | 909  | 897  | 898  | 905  | 891  |
|               | 1968 | 1982 | 1990 | 2006 | 2013 | 2015 | 2017 | 2019 | 2020 | 2022 |